# Jack Haig
Jack Haig (Bendigo, 6 de septiembre de 1993) es un ciclista australiano miembro del equipo Team Bahrain Victorious. 

## Palmarés
2013
- Tour de Tasmania

2017
- 1 etapa del Tour de Polonia[1]

2020
- 1 etapa de la Vuelta a Andalucía

2021
- 3.º en la Vuelta a España

## Resultados en Grandes Vueltas y Campeonatos del Mundo
| Carrera         | Carrera         | 2013 | 2014 | 2015 | 2016  | 2017 | 2018 | 2019 | 2020 | 2021 | 2022 | 2023 | 2024 | 2025 |
| --------------- | --------------- | ---- | ---- | ---- | ----- | ---- | ---- | ---- | ---- | ---- | ---- | ---- | ---- | ---- |
|                 | Giro de Italia  | —    | —    | —    | —     | —    | 36.º | —    | Ab.  | —    | —    | 19.º | —    | —    |
|                 | Tour de Francia | —    | —    | —    | —     | —    | —    | 38.º | —    | Ab.  | Ab.  | 28.º | 31.º | Ab.  |
|                 | Vuelta a España | —    | —    | —    | 117.º | 21.º | 19.º | —    | —    | 3.º  | —    | —    | 22.º | —    |
| Mundial en Ruta | Mundial en Ruta | —    | —    | —    | —     | 94.º | 19.º | Ab.  | —    | —    | —    | —    | —    | —    |

—: no participa

Ab.: abandono

## Equipos
- Avanti Racing Team (2013-2014)
- Orica/Mitchelton (2015[2] -2020)
  - Orica-GreenEDGE (2015-2016)
  - Orica-BikeExchange (2016)
  - Orica-Scott (2017)
  - Mitchelton-Scott (2018-2020)
- Team Bahrain Victorious[3] (2021-)